# Ben Gould
Ben Gould, geboren als Benjamin Norris Gould (Sacramento, 25 oktober 1980), is een Amerikaans acteur.
Gould had al jaren ervaring met acteren voordat hij in 1996 doorbrak op de televisie. Hij speelde in meerdere stukken in Los Angeles. In 1996 kreeg hij een rol in Saved by the Bell: The New Class. Hij was hierin te zien totdat de serie werd stopgezet in 2000.
Gould had verder gastrollen in Once and Again en ER en had een kleine rol in Home Room (2002), een film die ook in Nederland werd uitgebracht.
Hij speelde vooral in reclames. In juni 2006 verhuisde hij naar New York om daar in een restaurant te werken.